# Výstavní síň Muzea Náchodska
Výstavní síň Muzea Náchodska je jednou z osmi muzejních expozic, kterou v současné době (2024) spravuje Muzeum Náchodska.
Novorenesanční budova Výstavní síně se nachází v přízemí bývalé občanské záložny, na rohu Tyršovy a Zámecké ulice a je dokladem prosperity a kulturní vyspělosti města Náchoda na přelomu 19. a 20. století.

## Historie a popis budovy
Dnešní Výstavní síň byla původně budovou Všeobecné živnostenské záložny v Náchodě, která byla vystavěna v letech 1901 až 1902 na pohledově exponované nárožní parcele, a to podle projektu pražských architektů Václava Vejrycha a Vojtěcha Pikla. Jedná se o novorenesanční stavbu zdobenou sgrafity a freskovou výzdobou. Boční fasády jsou zdobeny freskami Karla Špilara (1871–1939) a Antonína Brunnera. Právě náchodský malíř A. Brunner vytvořil akvarely, podle nichž a dále velkých kreseb od K. Špilara provedl malbu fresek na zdi stavby při renovaci budovy v letech 1931–1932. Na stranu západní jsou figurální fresky (alegorie) s náměty Průmysl, Orba, Obchod. Na fasádě prvního podlaží na východní stranu se pak nacházejí fresky a náměty z dějin Náchoda, a to čelně zleva: Jiří z Poděbrad v Náchodě 22. dubna 1456, Náchodští exulanti 1627, Švédové před Náchodem 26. července 1639. Stavba je charakteristická nárožní mohutnou věží. Nad vstupem v nároží se nachází novorenesanční arkýř. Věžový nástavec má hodiny v průčelí ve středu s figurální komposicí ve štuku. Tuto figurální kompozici tvoří čelně vlevo žena symbolizující mládí, čelně vpravo stařec s přesýpacími hodinami z plechu v pravé ruce, symbolizující čas a stáří. Za ženou se nachází dekor kvetoucích snítek stromu, za mužem pak uvadající pahýl stromu. Hodinová věž je zakončená dlátkovou střechou a osmistěnnou věžičkou s lucernou a báňkou. Na východní straně jsou původní dřevěné dveře vstupu a pamětní deska z pískovce připomínající, že v tomto místě stála Hradecká brána města zbořená v roce 1827. Také interiér síně je zdobený, a to především v patře objektu. V interiéru je strop schodišťové haly klenutý hvězdovou klenbou se štukem vyznačenými žebry, která jsou zakončená pseudogotickými jednoduchými konzolami.
Muzeum Náchodska získalo síň v přízemí tehdejší Okresní vojenské správy Náchod pro své výstavní účely roku 1991. Od této doby Muzeum Náchodska využívá prostory v přízemí této budovy pro své výstavní akce. Na jednotlivých výstavách muzeum spolupracuje s tradičními místními firmami a propojuje tak oblast kultury s oblastí odpovědného podnikání. Kromě toho zde vystavuje práce náchodských spolků a dalších partnerských organizací.